# 日耳曼鎮區 (北達科他州迪基縣)
日耳曼鎮區（英語：German Township）是位於美國北達科他州迪基縣的一個鎮區。

## 地方資料
日耳曼鎮區的面積為91.89平方千米，當中陸地面積為88.07平方千米，而水域面積為3.82平方千米。根據2020年美國人口普查的數據，當地共有人口18人，而人口密度為每平方千米0.2人。